# Crossley Motors

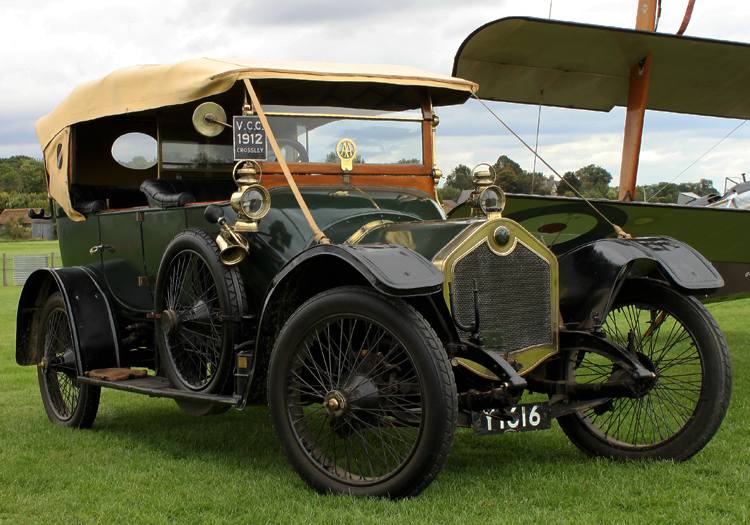
Crossley modelo 15 (1912)

Crossley Motors era um fabricante de veículos de motor inglês com sede em Mánchester, Inglaterra. Produziu aproximadamente 19.000 carros de alta qualidade desde 1904 até 1938, 5500 autocarros desde 1926 até 1958 e 21.000 veículos militares e para transporte de mercadorias de 1914 a 1945.
Crossley Brothers, originalmente fabricantes de maquinaria têxtil e plantas de processamento de caucho, começaram a produção baixo licença do motor de combustão interna Otto dantes de 1880. A empresa começou a construção de automóveis em 1903, fabricando ao redor de 650 veículos em seu primeiro ano.
A companhia estabeleceu-se inicialmente como uma divisão de fabricação de motores de Crossley Brothers e se converteu numa empresa independente. Ainda que fundou-se como fabricante de automóveis, foram importantes provedores de veículos para as Forças Armadas Britânicas durante a Primeira Guerra Mundial, e na década de 1920 dedicaram-se à fabricação de autocarros. Com o rearme na década de 1930, a fabricação de automóveis reduziu-se e deteve-se por completo em 1936. Durante a Segunda Guerra Mundial, a produção concentrou-se novamente nos veículos militares. A produção de autocarros retomou-se em 1945, mas não se fabricaram mais automóveis. Os directores decidiram no final da década de 1940 que a empresa era demasiado pequena para sobreviver sozinha e lembraram que AEC se fizesse cargo dela. A produção nas fábricas de Crossley cessou finalmente em 1958.

## Histórico
O primeiro automóvel foi construído em 1903 segundo um desenho de James S. Critchley, que tinha trabalhado em Daimler, sendo exibido na Exposição da Sociedade de Fabricantes de Motores no Crystal Palace em fevereiro de 1904. A empresa matriz viu um futuro para estas novas máquinas, e decidiu que se precisava uma empresa separada.
A produção dos primeiros automóveis foi a pequena escala, mas a partir de 1909, quando se introduziu uma nova faixa, se desenvolveu rapidamente. Nesse ano introduziu-se o 20 hp (mais tarde chamado 20/25), encarregado pelo Escritório de Guerra a partir de 1913 para o novo Royal Flying Corps (RFC). O estallido da Primeira Guerra Mundial traduziu-se numa rápida expansão do RFC, e em 1918 tinham mais de 6000 destes veículos para o transporte de pessoal, fornecimentos (camionetas) e ambulancias.
Após a Segunda Guerra Mundial teve um auge na indústria dos autocarros como as unidades perdidas durante a guerra deviam ser substituídas. Crossley ganhou o que então era o maior pedido de exportação britânico de autocarros graças a um contrato com o governo holandês. No final da década de 1940, os pedidos de autocarros estavam a diminuir e ficou claro que a empresa era demasiado pequena para continuar como fabricante independente, pelo que em 1948 se vendeu a AEC. O último chasis de Crossley fabricou-se em 1952, mas a produção de carrocerías continuou em Erwood Park até 1958.

## Carros produzidos

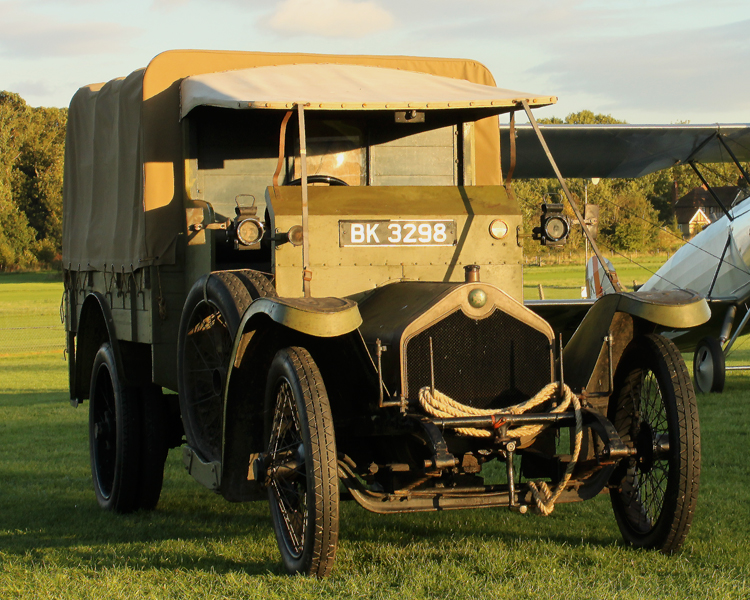
Crossley 20/25 Tender (1919)

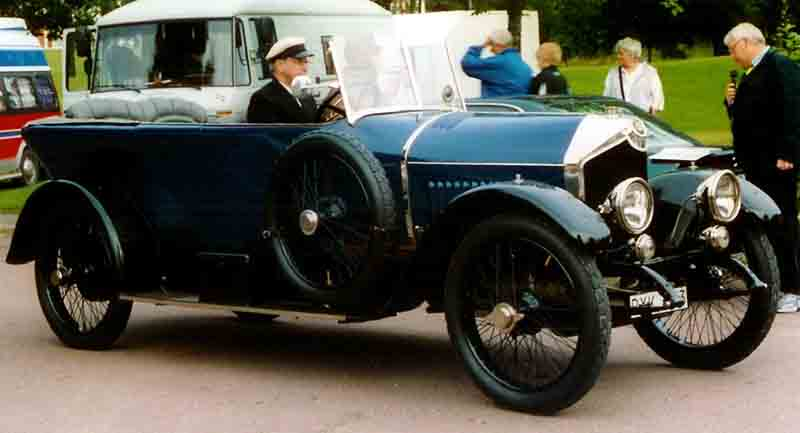
Crossley 9T 25/30 HP Phaeton (1920)

- 22   CV 1904-1908
- 40   CV 1905-1910
- 15   CV 1909-1915
- Shelsley sports 1909-1915
- 20/25 1909-1919
- 25/30 1918-1925
- 19,6 hp 1921-1926
- 14 hp y 15/30 1922-1927
- Crossley-Bugatti 1923-1925
- 20/70 deportes 1922-1926
- 18/50 1925-1927
- 20,9   hp 1927-1931
- 15,7   hp 1928-1931
- Golden 1930-1935
- Silver 1930-1934
- Ten 1931-1934
- Streamline 1933
- Sports Saloon 1934-1937
- Regis 1934-1937

## Autocarros
- Eagle 1928-1930
- Hawk 1929
- Six/Alpha 1930-1931
- Condor 1930-1934
- Mancunian 1933-1940
- TDD4 ( trolebús ) 1935-1942
- TDD6 (trolebús) 1935-1942
- DD42 1942-1953
- SD42 1946-1952
- PT42 1946-1949
- TDD42 Empire (trolebús) 1948-1951

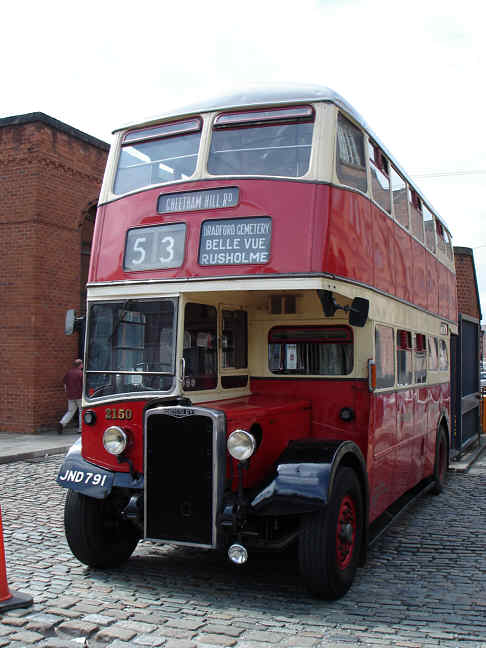
1949 Crossley DD42, ex Manchester City Transport

- TDD64 Dominion (trolebús) 1948-1951

## Veículos militares

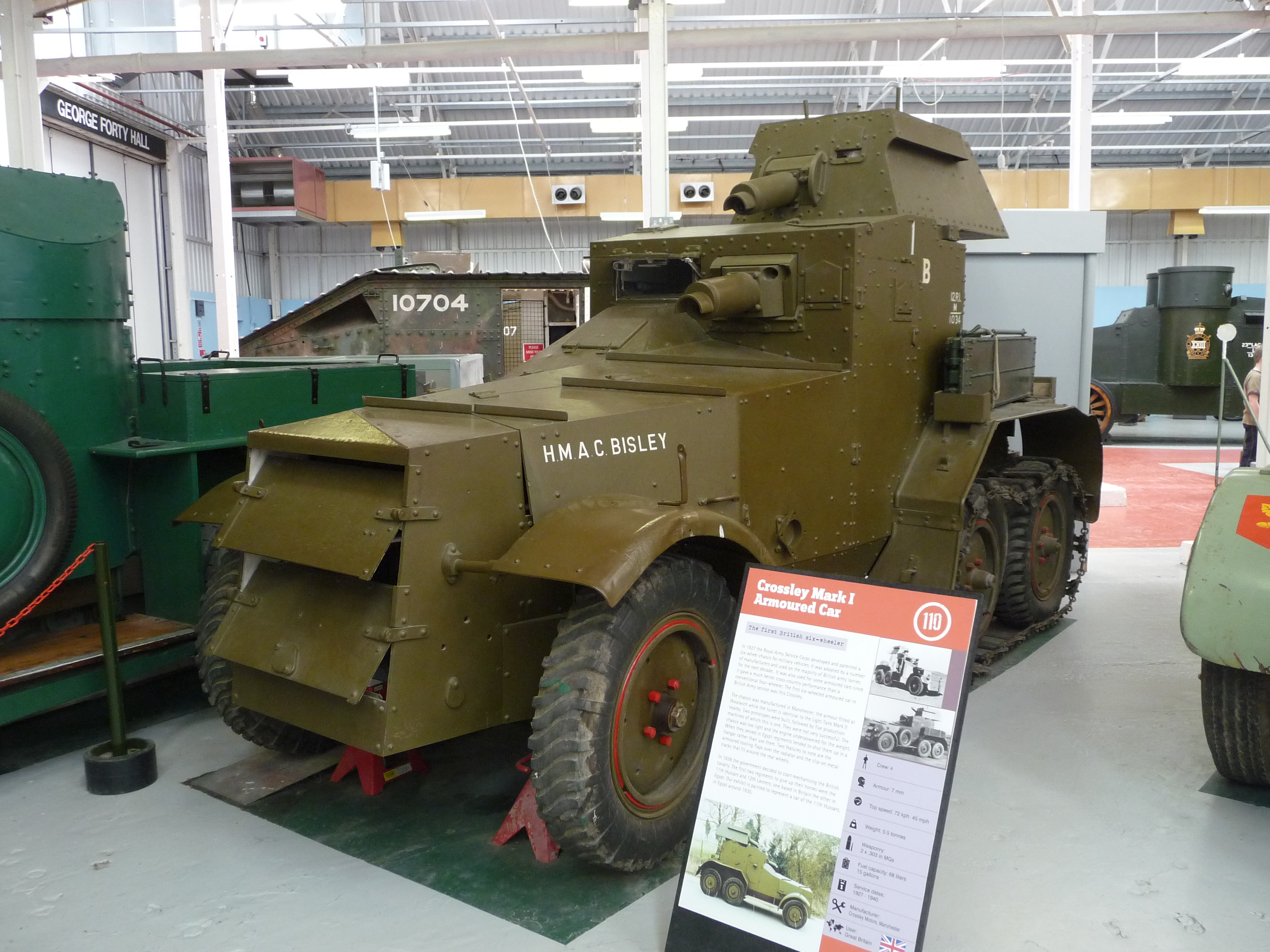
Carro blindado Mk.1, Museu de Tanques de Bovington

- BGT 1923
- IGL 4 ruedas 1923-1926
- Crossley Kégresse 1925-1927
- IGL 6 ruedas 1927-1931
- BGV 1927-1929
- Coche blindado IGA 1928-1929
- FWD 1940-1945

## Veículos comerciais
- Furgoneta 15cwt 1913
- Furgoneta 14 hp 1925
- 15cwt 1927
- Atlas 1931
- Beta 1933
- Delta 1931-1937